# Wolfgang Sehrt

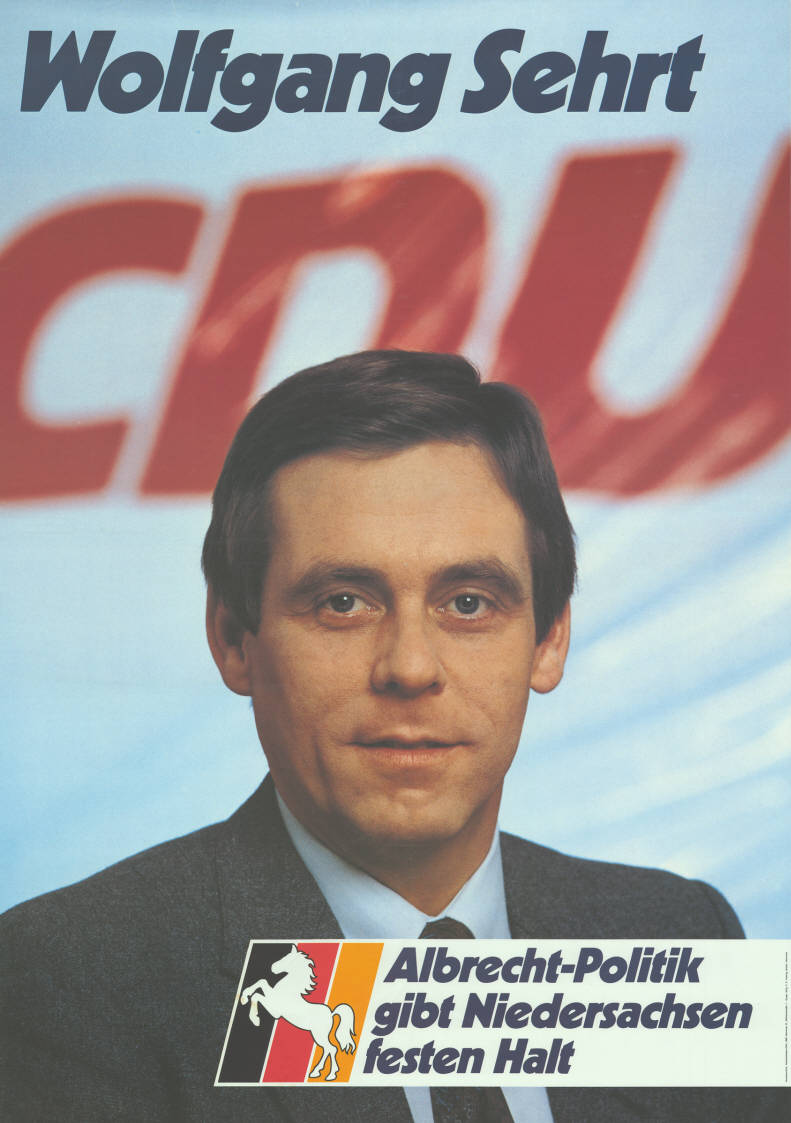
Kandidatenplakat zur Landtagswahl in Niedersachsen 1982

Wolfgang Sehrt (* 19. Mai 1941 in Berlin; † 25. August 2021) war ein deutscher Politiker (CDU) und Mitglied des Niedersächsischen Landtages.

## Leben
Nach der Uelzener Volksschule besuchte Wolfgang Sehrt in Duderstadt ein altsprachliches Gymnasium. Im Jahr 1962 trat er in den Dienst der Polizei Niedersachsen und war von 1963 bis 1982 der Bereitschaftspolizei angehörig. Er besuchte die Polizei-Führungsakademie in Hiltrup, schloss dort erfolgreich ab und wurde zum Diplom-Verwaltungswirt (FH) ernannt. Er studierte an der Wirtschafts- und Verwaltungsakademie und erwarb dort ein Verwaltungsdiplom.
In die CDU trat er im Jahr 1969 ein. Er wurde Mitglied verschiedener Gremien und Organisationen, darunter Aufsichtsratsmitglied in einer kommunalen Wohnungsbaugesellschaft, Aufsichtsratsmitglied der Braunschweiger Stadtwerke und Vorstandsbeisitzer des Weddel-Lehrer Wasserverbandes. In Braunschweig wurde er 1974 in den Stadtrat gewählt; dort wirkte er als Vorsitzender seiner Fraktion, Mitglied des Ältestenrates und Vorsitzender des Ausschusses für Kultur und Wissenschaft. Vom 21. Juni 1982 bis 2003 war er Mitglied des Niedersächsischen Landtages (10. bis 14. Wahlperiode). 2011 trat er nicht wieder zur Wahl in den Rat der Stadt Braunschweig an.
Er war verheiratet und hatte zwei Kinder.